# Zimbabwe ai Giochi olimpici
Lo Zimbabwe ha partecipato per la prima volta ai Giochi olimpici nel 1980, prendendo parte a quelli estivi di Mosca e farà il suo esordio in quelli invernali a Soči nel 2014.
Già ad Amsterdam 1928 e successivamente a Roma 1960 ed a Tokyo 1964, gareggiò come Rhodesia.
Gli atleti zimbabwani hanno vinto in totale otto medaglie ai Giochi olimpici estivi, la prima fu conquistata dalla nazionale femminile nell'hockey su prato e le restanti sette da Kirsty Coventry nel nuoto.
Il Comitato Olimpico Zimbabwese, creato nel 1934, venne riconosciuto dal CIO nel 1980.

## Medaglieri

### Medaglie alle Olimpiadi estive
| Giochi              | Oro | Argento | Bronzo | Totale |
| ------------------- | --- | ------- | ------ | ------ |
| Mosca 1980          | 1   | 0       | 0      | 1      |
| Los Angeles 1984    | 0   | 0       | 0      | 0      |
| Seul 1988           | 0   | 0       | 0      | 0      |
| Barcellona 1992     | 0   | 0       | 0      | 0      |
| Atlanta 1996        | 0   | 0       | 0      | 0      |
| Sydney 2000         | 0   | 0       | 0      | 0      |
| Atene 2004          | 1   | 1       | 1      | 3      |
| Pechino 2008        | 1   | 3       | 0      | 4      |
| Londra 2012         | 0   | 0       | 0      | 0      |
| Rio de Janeiro 2016 | 0   | 0       | 0      | 0      |
| Tokyo 2020          | 0   | 0       | 0      | 0      |
| Parigi 2024         | 0   | 0       | 0      | 0      |
| Totale              | 3   | 4       | 1      | 8      |

### Medaglie alle Olimpiadi invernali
| Giochi           | Oro              | Argento          | Bronzo           | Totale           |
| ---------------- | ---------------- | ---------------- | ---------------- | ---------------- |
| 2014 Sochi       | 0                | 0                | 0                | 0                |
| 2018 PyeongChang | non partecipante | non partecipante | non partecipante | non partecipante |
| 2022 Pechino     | non partecipante | non partecipante | non partecipante | non partecipante |
| Totale           | 0                | 0                | 0                | 0                |

### Medaglie per sport
| Sport           | Oro | Argento | Bronzo | Totale |
| --------------- | --- | ------- | ------ | ------ |
| Nuoto           | 2   | 4       | 1      | 7      |
| Hockey su prato | 1   | 0       | 0      | 1      |
| Totale          | 3   | 4       | 1      | 8      |